# Вегетативне розмноження

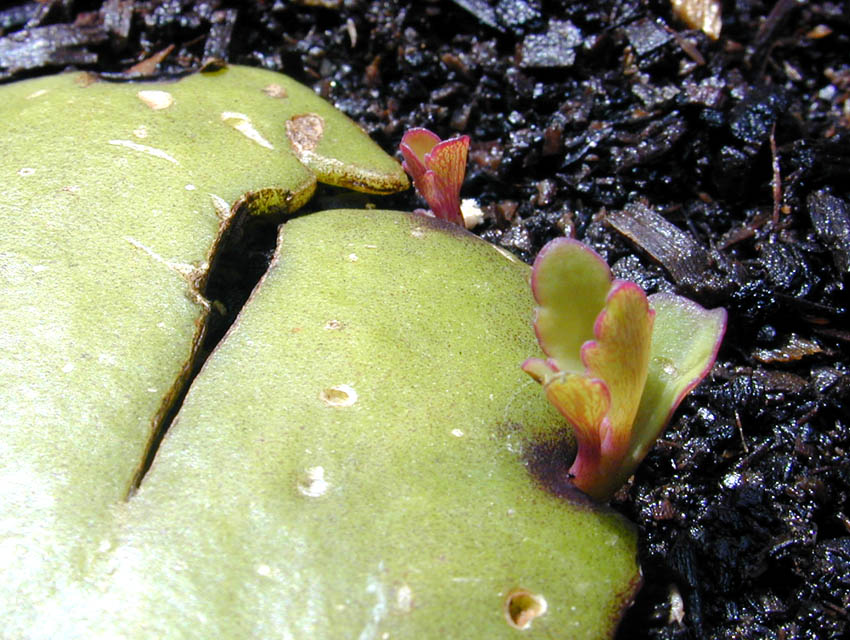
Вегетативне розмноження каланхое пірчастого. Молодий організм утворився на листі рослини

Вегетативне розмноження — тип безстатевого розмноження, при якому з частини материнського організму утворюються ідентичні йому за своїми спадковими ознаками нові особини. Іншими словами, це відтворення цілого організму з його вегетативних частин. Воно ґрунтується на здатності організмів відновлювати відсутні частини тіла — регенерації.
Вегетативне розмноження — типова властивість рослин, яка відрізняє їх від тварин. 
Вегетативним розмноженням, називається відтворення рослин з їх вегетативних частин, тобто з частин талому, пагона чи кореня. Найскладніших та найрізноманітніших форм воно досягає в вищих і особливо у квіткових рослин.
Способи вегетативного розмноження багатоклітинних тварин також різноманітні: брунькування, впорядкований поділ, фрагментація тіла тощо. Вражає здатність до фрагментації у деяких тварин. Наприклад, багатощетинковий черв додекацерія може розпадатися на окремі сегменти. Кожен з них згодом вибруньковує від себе чотири дочірні особини
У водоростей та грибів відбувається шляхом відділення неспеціалізованих ділянок талома або за допомогою утворення спеціалізованих ділянок.
Серед тварин вегетативне розмноження поширене в нижчих безхребетних (кишковопорожнинних, плоских червів), здійснюється або шляхом ділення, або за допомогою брунькування клітин. При діленні клітин утворюються дві (чи більше) однакові за розмірами дочірні клітини, при брунькуванні — від великої (материнської) клітини або частини організму відбруньковується маленька (брунька).
Особливим способом нестатевого розмноження організмів є поліембріонія. Це процес розвитку кількох зародків з однієї зиготи (заплідненої яйцеклітини). При цьому зигота починає ділитися, але в певний момент бластула розпадається на окремі частини. Згодом з кожної такої частини розвивається самостійний організм. Поліембріонія поширена серед різних груп тварин (війчасті й кільчасті черви, іноді – членистоногі, риби, птахи й ссавці)